# ساسر موزتاغ
ساسر موزتاغ  (موزتاغ به معنی کوه یخی) (انگلیسی: Saser Muztagh) شرقی‌ترین زیررشته از رشته‌کوه قره‌قروم به‌شمار می‌رود که در منطقه لداخ هند قرار دارد. این کوه‌ها از جنوب، شرق و شمال‌شرق با رود شیوک احاطه شده‌اند. به دلیل قرارگیری این منطقه در محدوده مورد مناقشه چین و هند، صعودهای کوهستانی و فعالیت‌های اکتشافی محدودی (به استثنای فعالیت‌های گاه‌به‌گاه ارتش هند) در آن انجام می‌شود.

## قله‌ها
| کوه                | ارتفاع (متر) | ارتفاع (پا) | مختصات جغرافیایی                                              | ارتفاع نسبی (متر) | کوه اصلی      | نخستین صعود | صعودها (تلاش‌های ناموفق) |
| ------------------ | ------------ | ----------- | ------------------------------------------------------------- | ----------------- | ------------- | ----------- | ----------------------- |
| ساسر کانگری ۱      | ۷٬۶۷۲        | ۲۵٬۱۷۱      | ۳۴°۵۲′۰۰″ شمالی ۷۷°۴۵′۰۹″ شرقی / ۳۴٫۸۶۶۶۷°شمالی ۷۷٫۷۵۲۵۰°شرقی | ۲٬۳۰۴             | گاشربروم ۱    | ۱۹۷۳        | ۶ (۴)                   |
| ساسر کانگری ۲ شرقی | ۷٬۵۱۳        | ۲۴٬۶۴۹      | ۳۴°۴۸′۱۵″ شمالی ۷۷°۴۸′۱۸″ شرقی / ۳۴٫۸۰۴۱۷°شمالی ۷۷٫۸۰۵۰۰°شرقی | ۱٬۴۵۰             | ساسر کانگری ۱ | ۲۰۱۱        | ۱ (۰)                   |
| ساسر کانگری ۳      | ۷٬۴۹۵        | ۲۴٬۵۹۰      | ۳۴°۵۰′۴۴″ شمالی ۷۷°۴۷′۰۶″ شرقی / ۳۴٫۸۴۵۵۶°شمالی ۷۷٫۷۸۵۰۰°شرقی | ۸۵۰               | ساسر کانگری ۱ | ۱۹۸۶        | ۱ (۰)                   |